# Poppa (costellazione)
La Poppa (in latino Puppis) è una costellazione dell'emisfero australe. È la più grande e la più settentrionale delle tre costellazioni in cui è stata divisa la vecchia Nave Argo. Stretta fra le brillanti stelle Sirio e Canopo, quasi appare oscurata, ma in realtà è una delle costellazioni più ricche della volta celeste.
Dalle latitudini mediterranee è visibile per intero solo nelle propaggini più meridionali. Trovare in cielo la Poppa non presenta difficoltà: la parte più settentrionale si estende infatti ad est di Sirio e del Cane Maggiore, mentre a sud di quest'ultima si trova la parte meridionale, che termina subito a nord della brillante Canopo.

## Caratteristiche

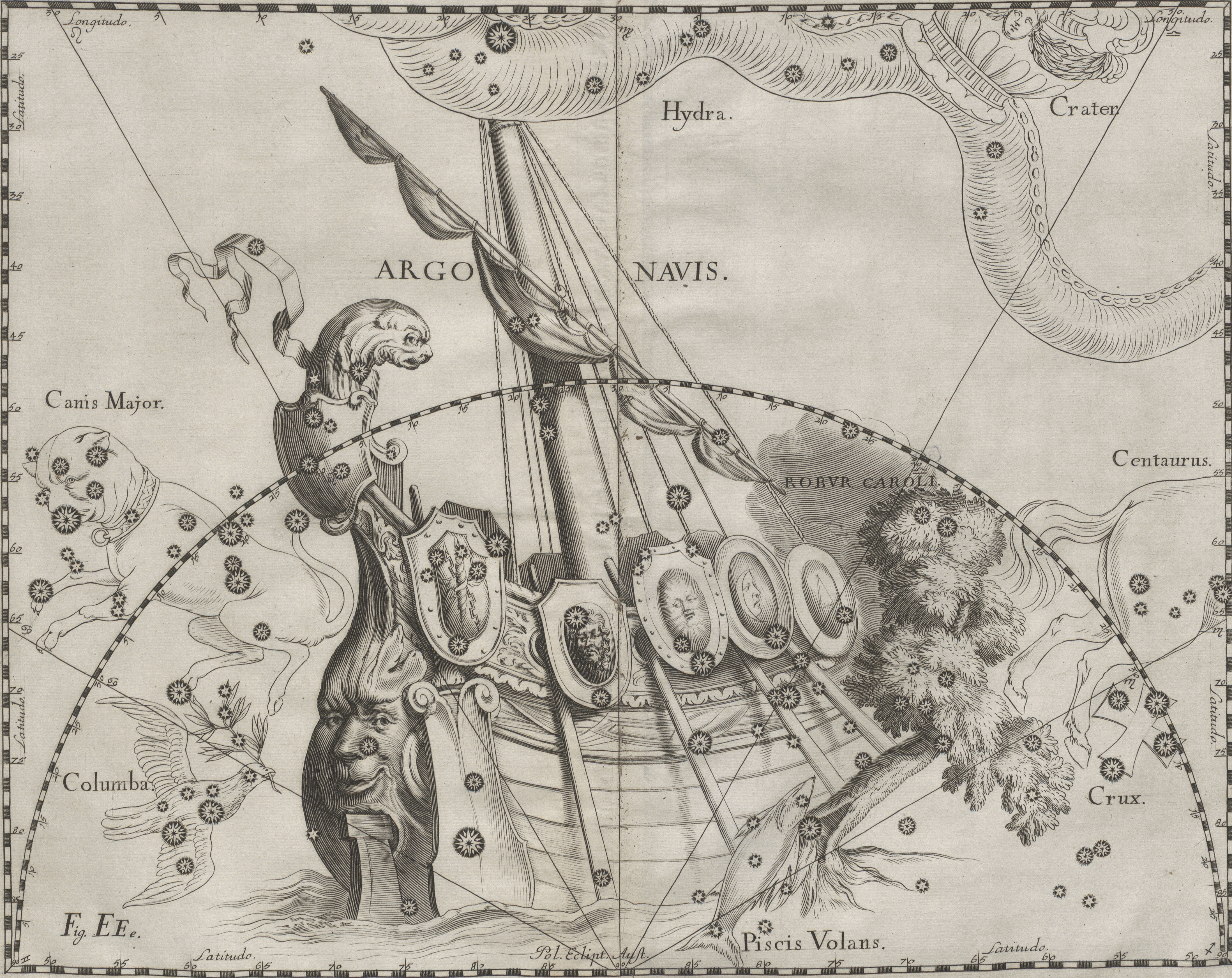
Illustrazione della Nave Argo ad opera di Johann Hevelius.

La costellazione giace sulla Via Lattea in un tratto estremamente ricco di campi stellari; questa ricchezza è dovuta al fatto che in questa direzione il Braccio di Orione, ossia il braccio di spirale dove si trova anche il Sistema Solare, si presenta in gran parte poco oscurato da nebulosità e polveri galattiche poste a distanze relativamente brevi. Un altro fattore importante è la presenza di uno dei tratti più prossimi della Cintura di Gould, una grande fascia di stelle giovani e luminose. L'area della Poppa appare dunque pervasa da un grandissimo numero di stelle deboli, visibili ad occhio nudo in cieli tersi e, possibilmente, alle latitudini equatoriali o australi; la regione più densamente popolata è quella meridionale, sul confine con le Vele, area in cui si estende la grande associazione di stelle Cr 173. La parte più settentrionale, in particolare verso il confine con l'Idra, appare molto meno ricca di stelle, ed anzi si mostra come una delle aree più oscure del cielo, oscurità accentuata anche dalla presenza tutt'attorno di stelle fra le più luminose del cielo. La Via Lattea nella parte sudoccidentale della Poppa al contrario mostra evidenti segni di oscuramento ad opera di nubi oscure.
Le sue stelle più luminose sono di magnitudine 2 e sono facilmente individuabili anche dai centri urbani; il ricco sottofondo stellare è formato principalmente da stelle di magnitudini 4 e 5.
Il periodo più propizio per la sua osservazione nel cielo serale va da dicembre ad aprile; dalle latitudini settentrionali rimane sempre molto bassa sull'orizzonte nelle notti invernali e a nord del 40°N la parte più meridionale resta sempre invisibile. Dall'emisfero australe al contrario è una delle figure dominanti dei cieli dell'estate e la sua osservazione si prolunga fino a tutto l'autunno.

### Stelle principali
- ζ Puppis (Naos) è la stella principale della costellazione; si tratta di una stella supergigante di magnitudine 2,21. Sebbene sembri anonima all'osservazione ad occhio nudo, è una delle stelle più luminose conosciute in termini assoluti, risplendendo con una luce pari a 25.000 volte quella del Sole in luce visibile e, prendendo anche in considerazione la banda ultravioletta, dove emette la maggior parte della sua energia, circa un milione di volte più della nostra stella. La sua distanza è stimata sui 1399 anni luce.
- π Puppis (Ahadi) è una stella gigante arancione di magnitudine 2,71, distante 1094 anni luce da noi; è anch'essa una stella molto luminosa (magnitudine assoluta -4,92) e si mostra in direzione di un ammasso aperto composto da altre stelline di quinta grandezza e alcune meno luminose, ben visibile ad occhio nudo e pienamente risolvibile con un binocolo.
- ρ Puppis (Tureis) è una stella bianco-giallastra di magnitudine 2,83; a differenza di altre stelle luminose della costellazione, non è una stella gigante. Dista circa 63 anni luce.
- τ Puppis (Altaleban) è una stella gigante arancione di magnitudine 2,94, distante 183 anni luce.
- ν Puppis (Kaimana) è una stella azzurra di magnitudine 3,17, distante 423 anni luce.

Fra le altre stelle, sono da notare la ξ Puppis, di magnitudine apparente 3,34, interessante perché, con la sua magnitudine assoluta pari a -4,74 è una delle stelle più brillanti conosciute; un'altra stella molto luminosa (-6,04) è la HD 68601, che con una distanza stimata di oltre 4600 anni luce, è una delle stelle più lontane visibili ad occhio nudo. Con un semplice binocolo è visibile anche HD 61227, di sesta grandezza, che possiede una magnitudine assoluta di -9,14 e una distanza di ben 40750 anni luce.

### Stelle doppie
Fra le numerosissime stelle visibili ad occhio nudo o con semplici binocoli, molte sono doppie, fisiche o prospettiche.
La prima coppia che salta alla vista anche ad occhio nudo è quella formata da v1 e v² Puppis, due stelle di colore azzurro ben risolvibili anche ad occhio nudo sotto un cielo terso; si tratta di due delle componenti più brillanti dell'ammasso Cr 135, che comprende anche la stella π Puppis. Le due stelle sono legate da un comune moto proprio e sono vicine anche fisicamente.
Un'altra coppia facilmente risolvibile con un binocolo è quella formata da HD 69081 e HD 69082, entrambe azzurre e separate da oltre 1 primo d'arco; nei dintorni è osservabile un ricco campo stellare, specie in direzione sud.
- k Puppis appare ad occhio nudo come una stella azzurra di quarta magnitudine; un telescopio di media potenza rivela due componenti di simile magnitudine molto vicine fra di loro. Pochi primi d'arco a sudest si trova una coppia di stelle azzurre di sesta grandezza, risolvibile anche con un binocolo.
- Nella parte più occidentale e meridionale della costellazione si trova una coppia di stelle gialle osservabili con un binocolo; la componente più orientale, HD 41742, è però a sua volta una doppia con componenti di sesta e ottava grandezza separate da meno di 5".
- σ Puppis è una coppia più larga; la primaria è una stella arancione visibile anche ad occhio nudo sotto cieli pure non perfetti, mentre la secondaria è di ottava magnitudine e può essere risolta con un telescopio di piccole dimensioni.
- HD 53705 e HD 53706 sono due stelle di quinta e sesta magnitudine aventi una separazione simile alla precedente; la primaria è gialla e la secondaria è arancione.

| Principali stelle doppie |                                          |                                          |             |             |                                 |           |
| Nome                     | Coordinate equatoriali all'epoca J2000.0 | Coordinate equatoriali all'epoca J2000.0 | Magnitudine | Magnitudine | Separazione (in secondi d'arco) | Colore    |
| Nome                     | AR                                       | Dec                                      | A           | B           | Separazione (in secondi d'arco) | Colore    |
| HD 41742                 | 06h 04m 40s                              | -45° 04′ 46″                             | 6,01        | 8,97        | 4,7                             | g + g     |
| HD 46273 AB-CD           | 06h 29m 49s                              | -50° 14′ 20″                             | 5,28        | 8,3         | 12,4                            | g + g     |
| HD 47973                 | 06h 38m 38s                              | -48° 13′ 13″                             | 5,05        | 7,3         | 13,0                            | g + b     |
| HD 53705/6               | 07h 03m 58s                              | -43° 36′ 32″                             | 5,54        | 6,79        | 21,0                            | g + ar    |
| σ Puppis                 | 07h 29m 14s                              | -43° 18′ 07″                             | 3,25        | 8,6         | 22,3                            | ar + g    |
| n Puppis                 | 07h 34m 19s                              | -23° 28′ 25″                             | 5,83        | 5,87        | 9,6                             | g + g     |
| HD 60855                 | 07h 36m 04s                              | -14° 29′ 34″                             | 5,66        | 9,71        | 19,6                            | azz + b   |
| k Puppis 1-2             | 07h 38m 50s                              | -26° 48′ 14″                             | 4,41        | 4,63        | 9,9                             | azz + azz |
| 2 Puppis                 | 07h 45m 29s                              | -14° 41′ 26″                             | 6,06        | 6,89        | 16,8                            | b + b     |
| 5 Puppis                 | 07h 47m 57s                              | -12° 11′ 34″                             | 5,50        | 5,67        | 2,0                             | g + g     |
| HD 66005/6               | 07h 59m 12s                              | -49° 58′ 37″                             | 6,35        | 6,37        | 16,4                            | ar + b    |
| HD 69081/2               | 08h 13m 59s                              | -36° 20′ 00″                             | 5,09        | 6,11        | 66                              | azz + azz |
| HD 71487                 | 08h 26m 18s                              | -39° 03′ 32″                             | 6,53        | 7,17        | 8,0                             | b + b     |

### Stelle variabili
La costellazione contiene un gran numero di stelle variabili visibili anche ad occhio nudo con facilità; molte di queste mostrano anche delle ampie escursioni di luminosità.
Fra le variabili semiregolari la più facilmente osservabile è L2 Puppis, posta nella parte più meridionale della costellazione, che in circa 4 mesi oscilla fra le magnitudini 2,6 e 7,2; in fase di massima è ben visibile anche dai centri urbani di medie dimensioni, mentre quando è al minimo occorre un binocolo per poterla individuare. Un'altra semiregolare è R Puppis, che mostra delle oscillazioni più contenute, comprese fra la quinta e la sesta grandezza.
Le variabili irregolari più luminose arrivano in fase di massima alla magnitudine 4, come nel caso di KQ Puppis, di MX Puppis e di NV Puppis, quest'ultima facente parte del già citato gruppo di stelle Cr 135.
Fra le Cefeidi la più luminosa è MY Puppis che però è solo di quinta magnitudine; le altre dello stesso gruppo sono ancora più deboli.
| Principali stelle variabili |                                          |                                          |             |             |                  |                                |
| Nome                        | Coordinate equatoriali all'epoca J2000.0 | Coordinate equatoriali all'epoca J2000.0 | Magnitudine | Magnitudine | Periodo (giorni) | Tipo                           |
| Nome                        | AR                                       | Dec                                      | Max.        | Min.        | Periodo (giorni) | Tipo                           |
| R Puppis                    | 07h 40m 53s                              | -31° 39′ 40″                             | 5,50        | 6,71        | -                | Semiregolare                   |
| V Puppis                    | 07h 58m 14s                              | -49° 14′ 42″                             | 4,35        | 4,92        | 1,4545           | Eclisse                        |
| RS Puppis                   | 08h 11m 09s                              | -34° 25′ 37″                             | 6,52        | 7,67        | 41,3876          | Cefeide                        |
| KQ Puppis                   | 07h 33m 48s                              | -14° 31′ 26″                             | 4,82        | 5,17        | -                | Irregolare                     |
| MX Puppis                   | 08h 13m 30s                              | -35° 53′ 58″                             | 4,60        | 4,92        | -                | Irregolare                     |
| MY Puppis                   | 07h 38m 18s                              | -48° 36′ 05″                             | 5,54        | 5,76        | 5,6948           | Cefeide                        |
| MZ Puppis                   | 08h 02m 19s                              | -32° 40′ 29″                             | 5,20        | 5,44        | -                | Irregolare                     |
| NO Puppis                   | 08h 26m 18s                              | -39° 03′ 32″                             | 6,53        | 6,98        | 1,2569           | Eclisse                        |
| NP Puppis                   | 06h 54m 27s                              | -42° 21′ 56″                             | 6,25        | 6,52        | -                | Irregolare                     |
| NQ Puppis                   | 07h 53m 05s                              | -11° 37′ 29″                             | 7,55        | 7,68        | -                | Irregolare                     |
| NS Puppis                   | 08h 11m 22s                              | -39° 37′ 07″                             | 4,40        | 4,50        | -                | Irregolare                     |
| NV Puppis                   | 07h 18m 18s                              | -36° 44′ 02″                             | 4,58        | 4,78        | -                | Irregolare (Stella Be - γ Cas) |
| OR Puppis                   | 07h 53m 59s                              | -26° 20′ 56″                             | 6,85        | 7,10        | -                | Irregolare                     |
| OW Puppis                   | 07h 33m 51s                              | -36° 20′ 18″                             | 5,37        | 5,56        | -                | Irregolare (Stella Be - γ cas) |
| PQ Puppis                   | 08h 08m 38s                              | -37° 40′ 52″                             | 6,17        | 6,42        | -                | Irregolare (Stella Be - γ cas) |
| PV Puppis                   | 07h 45m 29s                              | -14° 41′ 10″                             | 6,88        | 7,32        | 1,6697           | Eclisse                        |
| L2 Puppis                   | 07h 13m 32s                              | -44° 38′ 23″                             | 2,60        | 7,18        | 140,6            | Semiregolare                   |
| ρ Puppis                    | 08h 07m 33s                              | -24° 18′ 16″                             | 2,68        | 2,87        | 0,1409           | Pulsante (δ Sct)               |

## Oggetti del profondo cielo

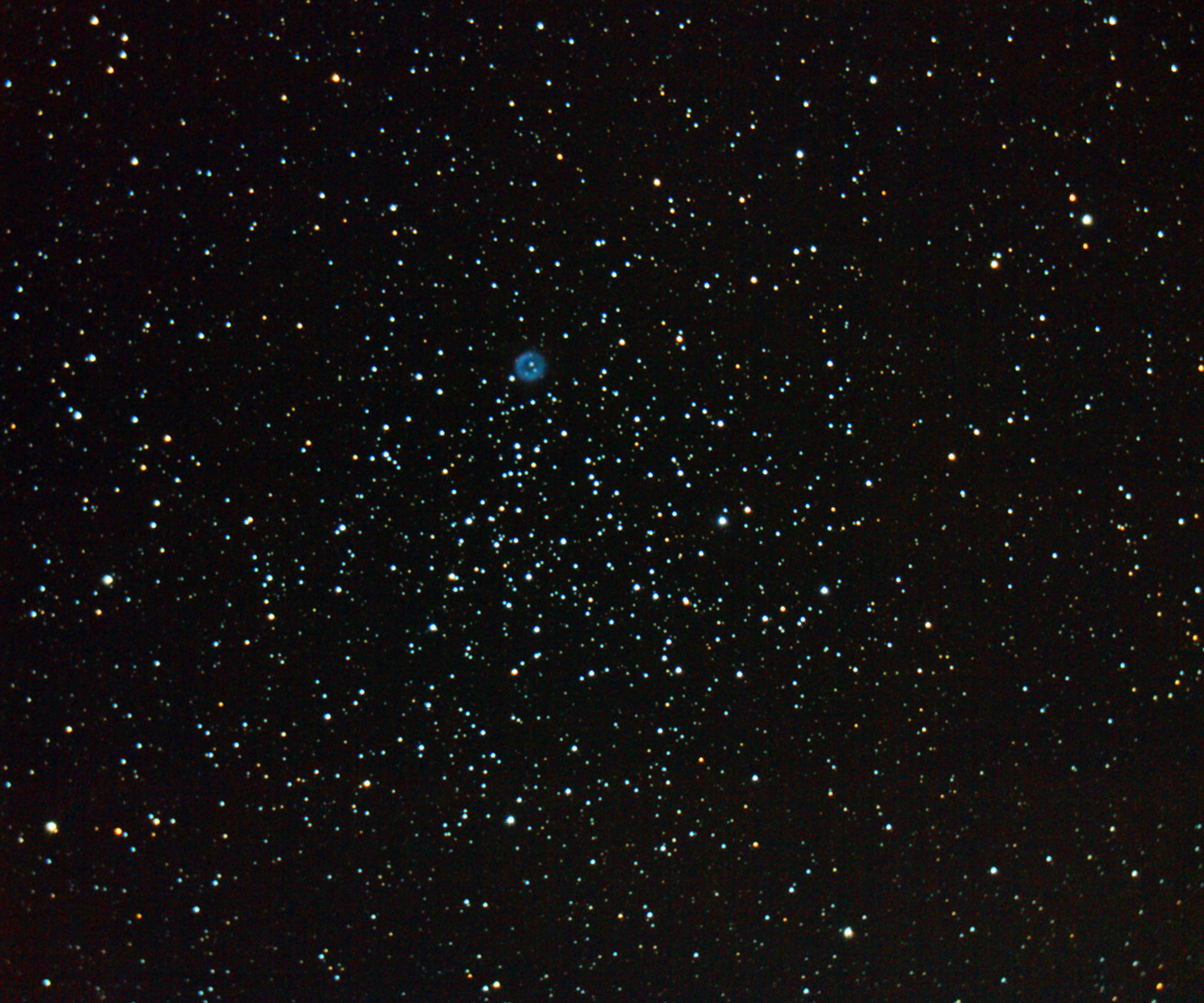
M46, con la nebulosa planetaria NGC 2437.

La costellazione della Poppa è attraversata dalla Via Lattea da nord-ovest a sud-est, in un tratto molto ricco di oggetti celesti, specialmente ammassi aperti, molti dei quali sono visibili anche con un semplice binocolo.
Quasi a metà via fra le stelle π Puppis e ζ Puppis, si trova il più importante di questi, NGC 2451, la cui stella centrale, c Puppis, di quarta magnitudine, in realtà non fa parte dell'ammasso e ha un colore arancio intenso. Secondo alcuni studi sembra che si tratti di due ammassi distinti, che appaiono sovrapposti solo per un effetto prospettico. Un grado a sud-est si trova un altro ammasso, NGC 2477, meno luminoso, ma ugualmente appariscente. Verso nord, alcuni ammassi furono notati da Charles Messier, il quale li inserì nel suo famoso catalogo; il più importante di questi è sicuramente M47, ben visibile ad occhio nudo; nelle vicinanze si osserva pure M46, caratteristico per il fatto di presentare una piccola nebulosa planetaria a forma di anello nella parte settentrionale. Più a sud, nei pressi della stella ξ Puppis, si trova M93. Una curiosità la offre il brillante gruppetto della stella π Puppis, noto con la sigla di Cr 135, dove ben tre delle quattro stelle principali sono variabili. Sul confine con le Vele, nei pressi della stella γ Velorum, è presente una vasta associazione di stelle, nota come Cr 173, appena distinguibile dai campi stellari di fondo; essa conta alcune decine di componenti e coincide con l'associazione Vela OB2, un gruppo di stelle giovani e brillanti originatesi alcuni milioni di anni fa.
NGC 2298 è invece un ammasso globulare, di media concentrazione; fra le nebulose, nessuna delle quali è visibile con binocoli o con un piccolo telescopio, la più cospicua è NGC 2467, che appare circondata da diversi strati di stelle azzurre, molte delle quali si trovano in realtà a metà strada fra noi e la nebulosa. Infine si segnala la presenza di una parte notevole del vasto complesso nebuloso noto come Nebulosa di Gum, un antico resto di supernova che ricopre parzialmente anche le costellazioni vicine.
| Principali oggetti non stellari |                                          |                                          |                     |             |                                        |                      |
| Nome                            | Coordinate equatoriali all'epoca J2000.0 | Coordinate equatoriali all'epoca J2000.0 | Tipo                | Magnitudine | Dimensioni apparenti (in primi d'arco) | Nome proprio         |
| Nome                            | AR                                       | Dec                                      | Tipo                | Magnitudine | Dimensioni apparenti (in primi d'arco) | Nome proprio         |
| NGC 2298                        | 06h 48m 59s                              | -36° 00′ 19″                             | Ammasso globulare   | 9,3         | 6,8                                    |                      |
| Cr 135                          | 07h 07m 48s                              | -37° 10′ 00″                             | Ammasso aperto      | 2,1         | 50                                     | Ammasso di Pi Puppis |
| NGC 2409                        | 07h 31m 37s                              | -17° 11′ 26″                             | Ammasso aperto      | 7,3         | 2,3                                    |                      |
| M47                             | 07h 36m 05s                              | -14° 28′ 57″                             | Ammasso aperto      | 4,4         | 29                                     |                      |
| NGC 2423                        | 07h 37m 07s                              | -13° 52′ 17″                             | Ammasso aperto      | 6,7         | 19                                     |                      |
| Mel 71                          | 07h 37m 30s                              | -12° 04′ 00″                             | Ammasso aperto      | 7,1         | 9                                      |                      |
| M46                             | 07h 41m 47s                              | -14° 48′ 36″                             | Ammasso aperto      | 6,1         | 27                                     |                      |
| NGC 2438                        | 07h 41m 50s                              | -14° 44′ 09″                             | Nebulosa planetaria | 10,8        | 1,2 x 1,1                              |                      |
| NGC 2439                        | 07h 40m 45s                              | -31° 41′ 33″                             | Ammasso aperto      | 6,9         | 10                                     |                      |
| M93                             | 07h 44m 30s                              | -23° 51′ 24″                             | Ammasso aperto      | 6,0         | 22                                     |                      |
| NGC 2440                        | 07h 41m 55s                              | -18° 12′ 32″                             | Nebulosa planetaria | 9,4         | 1,2 x 0,8                              |                      |
| NGC 2451                        | 07h 45m 15s                              | -37° 58′ 03″                             | Ammasso aperto      | 2,8         | 45                                     | Ammasso di c Puppis  |
| NGC 2467                        | 07h 52m 30s                              | -26° 25′ 48″                             | Nebulosa diffusa    | 7,1         | 15                                     |                      |
| NGC 2477                        | 07h 52m 10s                              | -38° 32′ 00″                             | Ammasso aperto      | 5,8         | 27                                     |                      |
| Cr 173                          | 08h 04m :                                | -46° :                                   | Ammasso aperto      | 0,6:        | 370                                    | Vela OB2             |
| NGC 2520                        | 08h 04m 58s                              | -28° 08′ 48″                             | Ammasso aperto      | 6,5         | 22                                     |                      |
| NGC 2539                        | 08h 10m 38s                              | -12° 49′ 09″                             | Ammasso aperto      | 6,5         | 21                                     |                      |
| NGC 2546                        | 08h 12m 16s                              | -37° 35′ 39″                             | Ammasso aperto      | 6,3         | 40                                     |                      |
| NGC 2567                        | 08h 18m 29s                              | -30° 38′ 44″                             | Ammasso aperto      | 7,4         | 10                                     |                      |
| NGC 2571                        | 08h 18m 56s                              | -29° 44′ 57″                             | Ammasso aperto      | 7,0         | 13                                     |                      |
| Gum 12                          | 08h 30m :                                | -45° :                                   | Resto di supernova  | -           | 1200:                                  | Nebulosa di Gum      |

## Sistemi planetari
Attorno ad alcune stelle della costellazione della Poppa sono stati scoperti dei pianeti extrasolari; fra questi:
- il 1º luglio 2003 fu trovato un pianeta orbitante attorno alla stella HD 70642; la sua orbita ricorda come ampiezza quella del pianeta Giove, ma con un'orbita circolare;
- il 18 aprile 2006, si è scoperto che HD 69830 (la stella più vicina osservabile in questa costellazione) possiede tre pianeti dalla massa simile a quella di Nettuno, diventando così il primo sistema planetario noto che non possiede pianeti gioviani; la stella ospita inoltre una cintura di asteroidi che separe i due pianeti interni da quello esterno.
- il 4 luglio 2007 fu scoperto un pianeta orbitante attorno alla gigante rossa NGC 2423-3, una stella appartenente all'ammasso aperto NGC 2423. Il pianeta possiede 10,6 volte la massa di Giove e orbita a una distanza di 2,1 UA dalla sua stella.

| Sistemi planetari |                                          |                                          |             |                |                              |
| Nome del sistema  | Coordinate equatoriali all'epoca J2000.0 | Coordinate equatoriali all'epoca J2000.0 | Magnitudine | Tipo di stella | Numero di pianeti confermati |
| Nome del sistema  | AR                                       | Dec                                      | Magnitudine | Tipo di stella | Numero di pianeti confermati |
| HD 48265          | 06h 40m 02s                              | -48° 32′ 31″                             | 8,07        | Nana gialla    | 1 (b)                        |
| HD 60532          | 07h 34m 03s                              | -22° 17′ 46″                             | 4,46        | Nana gialla    | 2 (b - c)                    |
| NGC 2423-3        | 07h 37m 09s                              | -13° 54′ 24″                             | 5,25        | Nana gialla    | 1 (b)                        |
| HD 69830          | 08h 18m 24s                              | -12° 37′ 47″                             | 5,95        | Nana arancione | 3 (b - c - d)                |
| HD 70642          | 08h 21m 28s                              | -39° 42′ 20″                             | 7,18        | Nana gialla    | 1 (b)                        |
| WASP-121          | 07h 10m 24s                              | -39° 05′ 51″                             | 10,4        | Classe F V     | 1 (b)                        |

## Mitologia
La costellazione rappresenta la poppa della Nave Argo, sulla quale Giasone e gli Argonauti si imbarcarono alla ricerca del Vello d'oro. L'estesissima costellazione dalla Nave Argo venne divisa in epoca moderna dal Lacaille e sotto questa veste è giunta fino ai giorni nostri, frazionata in tre parti: Poppa, Vele e Carena.